# Cabello de ángel (fenómeno)
El cabello de ángel o algodón silíceo es una sustancia pegajosa y fibrosa generalmente reportada durante avistamientos de ovnis o manifestaciones de la Virgen María. Se ha descrito como algo parecido una tela de araña o gelatina.
Se llama así porque guarda semejanza con el cabello fino, o telarañas, y en algunos casos se ha encontrado que la sustancia es en realidad hilos de redes de arañas migratorias. Los informes acerca del cabello de ángel dicen que se desintegra o se evapora al poco tiempo de su formación. El cabello de ángel es un aspecto importante de la religión ufológica raeliana, y una teoría entre los ufólogos es que se crea a partir de «aguanieve del aire ionizado fuera del campo electromagnético» que rodea a un ovni.

## Avistamientos
Se ha reportado la caída de cabello de ángel por todo el mundo.
Testimonios sobre el cabello de ángel se han recogido desde acontecimientos inexplicables como el fenómeno celeste en Núremberg (Alemania) de 1561, hasta apariciones marianas como el milagro en Fátima (Portugal) el 13 de septiembre y durante octubre de 1917.
En Oloron (Francia) ocurrió el incidente más reportado, en el año 1952.
El 27 de octubre de 1954, Gennaro Lucetti y Pietro Lastrucci estaban en el balcón de un hotel en la Piazza San Marco en Venecia y vieron dos «cilindros brillantes» que volaban por el cielo dejando una estela de cabello de ángel.
El 2 de noviembre de 1959, en la ciudad portuguesa de Évora, unas fibras de cabellos de ángel fueron recolectadas y analizadas al microscopio por un director de escuela local y más tarde por técnicos de las Fuerzas Armadas y científicos de la Universidad de Lisboa. Los científicos llegaron a la conclusión de que el cabello de ángel fue producida por un insecto pequeño o quizás algún tipo de organismo unicelular.
En periódicos locales neozelandeses y australianos se han reportado muchos avistamientos desde la década de 1950, aunque muchos fueron identificados como telarañas después de análisis.
El incidente más reciente fue reportado en Polonnaruwa (Sri Lanka), el 20 de octubre de 2014.

## Posibles explicaciones
Las explicaciones sobre la base de los fenómenos conocidos incluyen:
- Se conocen algunos tipos de arañas que cumplen migración a través del aire, a veces en gran número, por medio de planeadores hechos con telarañas.[2] Muchos casos de cabello de ángel no eran otra cosa que estos hilos de arañas y, hasta en una ocasión, pequeñas arañas se han encontrado en la materia en cuestión.[8][13] Algunas arañas de la familia de los linífidos frecuentemente producen lluvias de hilos de telaraña en Inglaterra y el hemisferio norte.[15] Australia y Nueva Zelanda tienen casos frecuentes, causados por varias especies nativas de arañas y por algunas especies introducidas de linífidos.[15]

- La electricidad atmosférica podría hacer que las partículas flotantes de polvo se polaricen, y la atracción entre estas partículas de polvo polarizadas podría hacer que se unan para formar filamentos largos.[16]

- En dos oportunidades una muestra fue enviada a laboratorio para su examen. Una muestra que se encontró en Cova da Iria, freguesia de Fátima (Portugal), el 13 de octubre de 1917, se envió a Lisboa; otra muestra fue recolectada en la misma localidad, el 17 de octubre de 1957, y también fue examinada. El análisis físico de estos resultó que estaban constituidos por copos blancos. Cuando se colocaron bajo un microscopio se encontró que eran un producto vegetal no animal.[11]

Las explicaciones no científicas basadas en creencias con respecto a los objetos voladores no identificados incluyen:
- El aire ionizado que podría estar cayendo, a manera de aguanieve, fuera del campo electromagnético que rodea a un ovni.[9]

- Exceso de energía convertida en materia.[3]

- Un campo-G usado por los ovnis que causaría que los átomos pesados en el aire ordinario reaccionen entre sí y produzcan una especie de precipitado que cae al suelo y desaparece a medida que la ionización disminuye.[17]

## «Hierba de ángel»
La «hierba de ángel» es un fenómeno relacionado. Ocurre cuando hilos metálicos cortos caen del cielo, en muchos casos formando masas sueltas entrelazadas. Son una clase de reflectores antirradar (chaff), una contramedida de radar que puede presentarse en forma de hebras finas y descendiendo de algunos aviones militares. También puede provenir de cohetes y globos aerostáticos, que la hayan liberado a gran altura para el seguimiento de radar.